# 上松町コミュニティバス
上松町コミュニティバス「ひのき号」（あげまつまちコミュニティバス「ひのきごう」）は、長野県南西部に位置する木曽郡上松町が運行しているコミュニティバスである。

## 沿革
- 2000年5月1日 - 上松町地域振興バスとして、東小川線、上条線の2路線を運行開始。
- 2007年7月1日 - おんたけ交通「上松・倉本線」「焼笹線」の3路線移管に伴い、上松町コミュニティバスとなる。4路線を運行。
- 2008年4月1日 - 3路線となる。

## 運行経路
次の路線が運行されている。尚、各路線の停車場及び停車時刻については、上松町のホームページ上で公開されている。
- 倉本線
  - おんたけ交通が受託
- 芦島線
  - おんたけタクシーが受託
- 吉野・焼笹線
  - おんたけタクシー